# E3・ハレルベーク2013
E3・ハレルベーク2013は、E3・ハレルベークの56回目のレース。2013年3月22日に行われ、ファビアン・カンチェラーラが3度目の優勝を果たした。

## 参加チーム
UCIプロチーム
| チーム名                                | 国籍           | コード |
| --------------------------------------- | -------------- | ------ |
| AG2R・ラ・モンディアル                  | フランス       | ALM    |
| アルゴス・シマノ                        | オランダ       | ARG    |
| アスタナ                                | カザフスタン   | AST    |
| ブランコ                                | オランダ       | BLA    |
| BMC・レーシングチーム                   | アメリカ合衆国 | BMC    |
| キャノンデール                          | イタリア       | CAN    |
| エウスカルテル・エウスカディ            | スペイン       | EUS    |
| FDJ                                     | フランス       | FDJ    |
| ガーミン・シャープ                      | アメリカ合衆国 | GRS    |
| カチューシャ                            | ロシア         | KAT    |
| ランプレ・メリダ                        | イタリア       | LAM    |
| ロット・ベリソル                        | ベルギー       | LTB    |
| モビスター・チーム                      | スペイン       | MOV    |
| オリカ・グリーンエッジ                  | オーストラリア | OGE    |
| オメガファーマ・クイックステップ        | ベルギー       | OPQ    |
| レディオシャック・レオパルド            | ルクセンブルク | RLT    |
| チーム・サクソバンク - ティンコフバンク | デンマーク     | TST    |
| チーム・スカイ                          | イギリス       | SKY    |
| ヴァカンソレイユ・DCM                   | オランダ       | VCD    |

招待チーム
- アクセント・ジョブス - ウォンティ（ ベルギー・AJW）
- コフィディス（ フランス・COF）
- クレラン・ユーフォニー（ ベルギー・CRE）
- チーム・ヨーロッパカー（ フランス・EUC）
- IAM（ スイス・IAM）
- トップスポート・フラーンデレン - バロワーズ（ ベルギー・TSV）

## 成績
- ハレルベークを発着点とする211km。

| 順位 | 選手名                           | 国籍       | チーム                           | 時間          |
| ---- | -------------------------------- | ---------- | -------------------------------- | ------------- |
| 1    | ファビアン・カンチェラーラ       | スイス     | レディオシャック・レオパード     | 5時間08分28秒 |
| 2    | ペーター・サガン                 | スロバキア | キャノンデール                   | +1分04秒      |
| 3    | ダニエル・オス                   | イタリア   | BMC・レーシングチーム            | 同            |
| 4    | ジェライント・トーマス           | イギリス   | チーム・スカイ                   | 同            |
| 5    | セバスティアン・ランヘヴェルト   | オランダ   | オリカ・グリーンエッジ           | +1分08秒      |
| 6    | シルヴァン・シャヴァネル         | フランス   | オメガファーマ・クイックステップ | 同            |
| 7    | トム・ボーネン                   | ベルギー   | オメガファーマ・クイックステップ | +2分15秒      |
| 8    | ルカ・パオリーニ                 | イタリア   | カチューシャ                     | 同            |
| 9    | エドヴァルド・ボアソン・ハーゲン | ノルウェー | チーム・スカイ                   | 同            |
| 10   | セバスティアン・テュルゴ         | フランス   | チーム・ヨーロッパカー           | 同            |
| 83   | 別府史之                         | 日本       | オリカ・グリーンエッジ           | +12分15秒     |